# Monetiforme

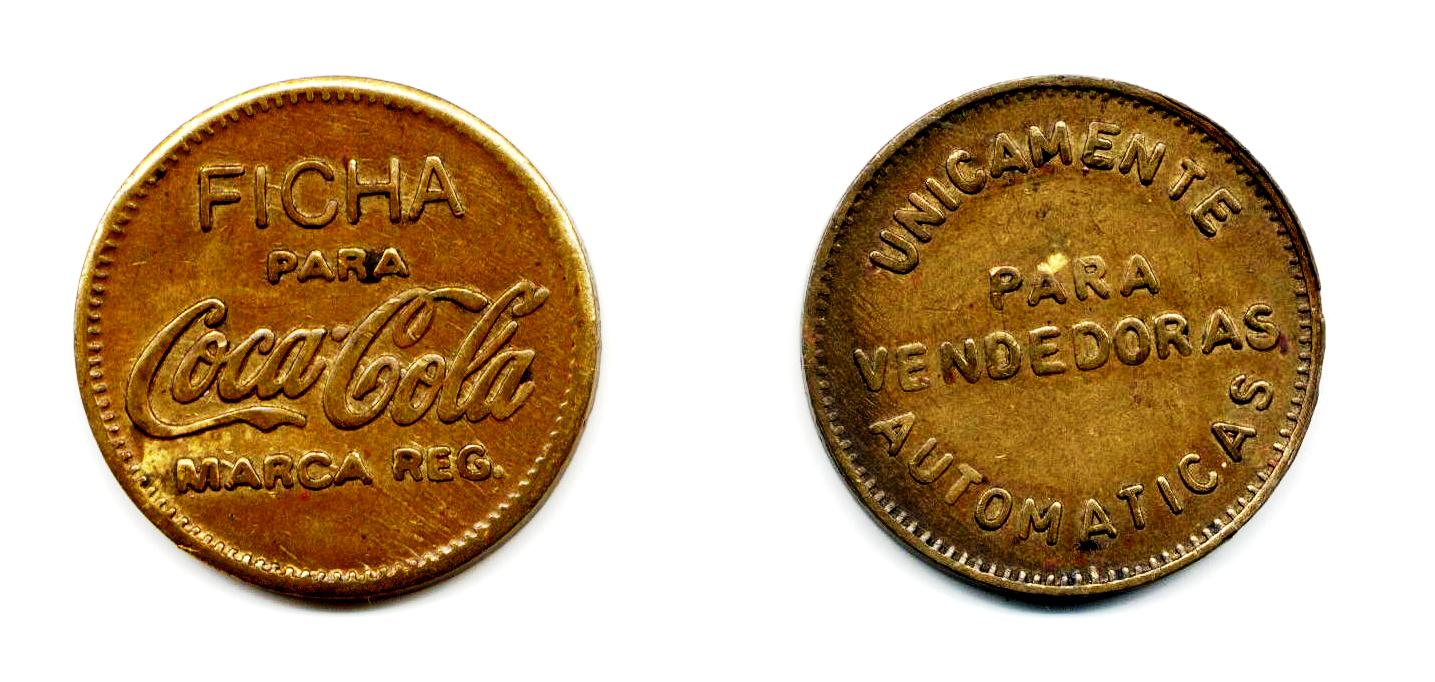
Ficha para máquina expendedora de Coca Cola.

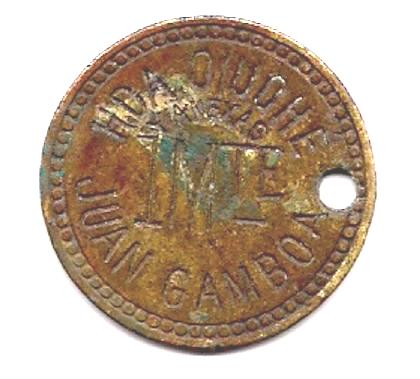
Ficha de hacienda yucateca.

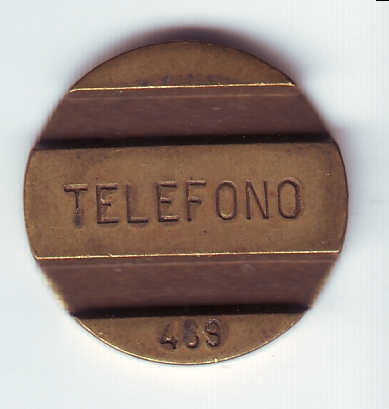
Ficha telefónica.

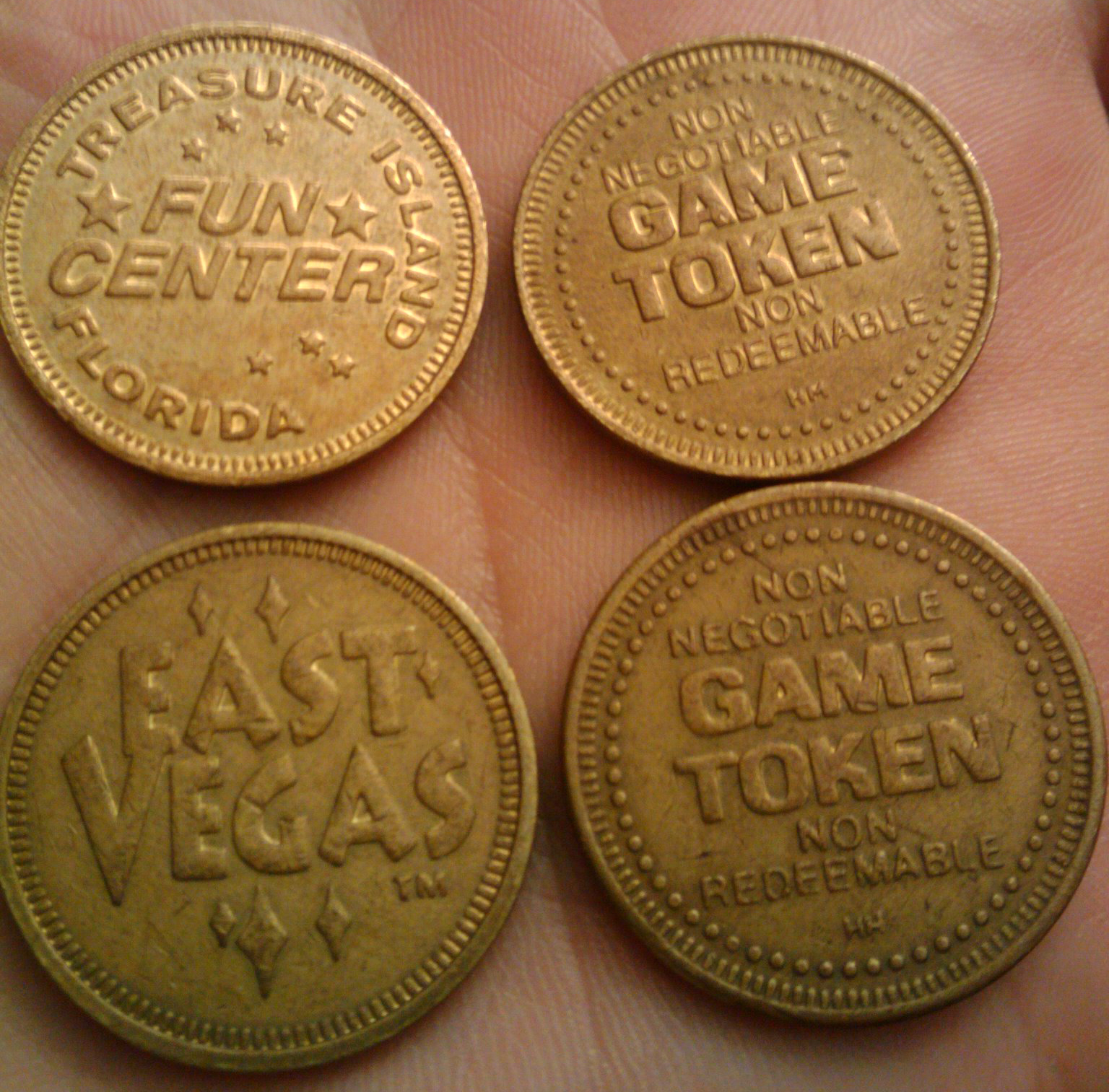
Fichas de casino.

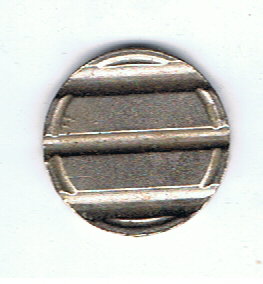
Ficha arcade.

Los monetiformes o fichas, llamadas «tokens» en inglés, «jetons» en francés y «gettone» en italiano, son piezas de metal (cobre, níquel, latón, aluminio, zinc, etc), baquelita o plástico, que, a diferencia de las monedas, no tienen valor de curso legal, porque han sido acuñadas por particulares, empresas, instituciones u organismos no oficiales.
Podemos establecer dos grandes apartados: las que representan un valor monetario y las que no.
Al primer grupo pertenecen, entre otras, las «chapas» de Cooperativas, las fichas de casino, las «tax» tokens, etc.
Las fichas del segundo grupo, no llevan expresado su valor en la equivalencia en dinero de curso legal, sino, en todo caso, en el producto para el cual sirven («vale para una consumición»; teléfono, aparcamiento, un transporte en metro, etc).
A la hora de clasificar las fichas, podemos establecer, entre otras, las siguientes categorías:
- Fichas con el valor económico especificado:
  - Fichas de bancos.
  - Fichas de comercios y empresas.
  - Fichas de particulares.
  - Fichas de cooperativas.
  - Fichas del mercado del Borne.
  - Fichas de casinos.
  - Fichas de impuestos.
  - Fichas patrióticas.

- Fichas sin especificación de valor económico:
  - Fichas de transporte.
  - Fichas de teléfono.
  - Fichas de bebidas y comidas.
  - Fichas de aparcamiento y trenes de lavado.
  - Fichas de lavanderías.
  - Fichas de duchas.
  - Fichas de máquinas de juegos.
  - Fichas de arcades.
  - Fichas de recuerdo.
  - Fichas de propaganda.

Existen fichas muy antiguas y otras actuales. En algunos países su uso continúa siendo frecuente. Así, por ejemplo, en Italia suelen ser muy corrientes las fichas de bebidas, en Estados Unidos muchos transportes públicos funcionan con fichas así como en Alemania o el Reino Unido, las lavanderías suelen hacer funcionar lavadoras y secadoras con fichas en lugar de monedas.
Por lo que al coleccionismo se refiere, el país donde hay más afición es Estados Unidos donde existen sociedades, comercios especializados y una amplia bibliografía sobre el tema.